# Тотг, Юрай
| Открытые астероиды: 16                                                                   | Открытые астероиды: 16 |
| ---------------------------------------------------------------------------------------- | ---------------------- |
| (20664) 1999 UV4 [1]                                                                     | 31 октября 1999        |
| (21802) Svoren [2]                                                                       | 6 октября 1999         |
| (29824) Kalmancok [2]                                                                    | 23 февраля 1999        |
| (59378) 1999 FV3 [1]                                                                     | 19 марта 1999          |
| (59389) 1999 FF21 [2]                                                                    | 24 марта 1999          |
| (59415) 1999 GJ [1]                                                                      | 4 апреля 1999          |
| (60009) 1999 TL17 [1]                                                                    | 15 октября 1999        |
| (67019) 1999 XF137 [2]                                                                   | 13 декабря 1999        |
| (91156) 1998 QS60 [1]                                                                    | 31 августа 1998        |
| (102532) 1999 UU4 [1]                                                                    | 31 октября 1999        |
| (102626) 1999 VY27 [2]                                                                   | 15 ноября 1999         |
| (118366) 1999 GK [3]                                                                     | 5 апреля 1999          |
| (121336) 1999 TF6 [2]                                                                    | 6 октября 1999         |
| (125372) 2001 VE72 [2]                                                                   | 15 ноября 2001         |
| (216524) 2001 HM20 [1]                                                                   | 27 апреля 2001         |
| (219090) 1998 RA [1]                                                                     | 1 сентября 1998        |
| 1. совместно с Адриан Галад 2. совместно с Леонард Корнош 3. совместно с Душан Калманчок |                        |

Юрай Тотг (словац. Juraj Tóth) — словацкий астроном и первооткрыватель астероидов, который работает в Модраской обсерватории. В период 1998 по 2001 год совместно с другими словацкими астрономами им было открыто в общей сложности 16 астероидов.
В 1998 году наблюдал активность метеорного потока Леониды в Модраской обсерватории, результаты этих наблюдений были вскоре опубликованы в журнале английском научном журнале Земля, Луна и Планеты  (англ.). Сделанные им фотографии этого потока оказались настолько удачными, что их используют даже на сайтах НАСА. В настоящее время он является профессором астрономии Университета Коменского в Братиславе и членом Международного Астрономического Союза. Юрай Тотг многократно публиковался в различных научных журналах, специализирующихся на метеорных потоках. Его работа «Orbital Evolution of Příbram and Neuschwanstein» была использована в Смитсонианской астрофизической обсерватории. В 2010 году в полевой экспедиции ему удалось найти первый из 14 фрагментов метеорита "Košice".